# Ping’an (sockenhuvudort i Kina, Liaoning Sheng, lat 40,88, long 122,16)
Ping'an är en sockenhuvudort i Kina. Den ligger i provinsen Liaoning, i den nordöstra delen av landet, omkring 150 kilometer sydväst om provinshuvudstaden Shenyang. Antalet invånare är 11 018. Befolkningen består av 5 451 kvinnor och 5 567 män. Barn under 15 år utgör 14,0 %, vuxna 15-64 år 75 %, och äldre över 65 år 9,0 %.
Runt Ping'an är det tätbefolkat, med 493 invånare per kvadratkilometer. Närmaste större samhälle är Shuiyuan, 8,5 km söder om Ping'an. Omgivningarna runt Ping'an är en mosaik av jordbruksmark och naturlig växtlighet.
Genomsnittlig årsnederbörd är 870 millimeter. Den regnigaste månaden är juli, med i genomsnitt 212 mm nederbörd, och den torraste är januari, med 8 mm nederbörd.